# نور على الدرب

شعار برنامج نور على الدرب

 نور على الدرب هو برنامج إذاعي يبث من إذاعة القرآن الكريم السعودية يومياً، حيث يظهر فيه عدد من العلماء الأفاضل يجيبون فيه عن أسئلة المستمعين، وهو من أقدم برامج الإذاعة وأشهرها، ويبث يومياً الساعة التاسعة مساءً.

## مضمون البرنامج
يستضيف البرنامج يومياً عالماً ليجيب عن الأسئلة, ومن العلماء الذين استضافهم البرنامج لسنين طويلة: الشيخ عبد العزيز بن باز، والشيخ محمد بن صالح العثيمين، والشيخ عبد الله الغديان، ويستضيف أيضاً مفتي المملكة الشيخ عبد العزيز بن عبد الله آل الشيخ والشيخ أحمد بن علي مباركي والشيخ صالح الفوزان والشيخ عبد الله بن محمد الخنين والشيخ صالح اللحيدان والشيخ عبد الله الركبان.

## لائحة ضيوف البرنامج
| اليوم    | الشيخ                           |
| -------- | ------------------------------- |
| السبت    | سامي الصقير                     |
| الأحد    | صالح الفوزان                    |
| الإثنين  | عبد السلام بن عبد الله السليمان |
| الثلاثاء | سعد الشثري                      |
| الأربعاء | صالح بن عبد الله بن حميد        |
| الخميس   | عبد الله بن محمد المطلق         |
| الجمعة   |                                 |

## وصلات خارجية
- ويوجد لمن أراد الاستزادة فتاوى مفهرسة ومؤرشفة من فتاوى نور على الدرب تجدونها هنا